# Киїнська сільська територіальна громада
Киїнська сільська територіальна громада — територіальна громада в Україні, в Чернігівському районі Чернігівської області. Адміністративний центр — село Киїнка.
Утворена 10 серпня 2018 року шляхом об'єднання Киїнської, Трисвятськослобідської та Шестовицької сільських рад Чернігівського району.

## Населені пункти
До складу громади входять 6 сіл: Гущин, Жавинка, Киїнка, Павлівка, Трисвятська Слобода та Шестовиця.

## Старостинські округи
- Трисвятськослобідський
- Шестовицький[2]